# ألف بومان
ألف بومان (بالإنجليزية: Alf Bauman)‏ هو لاعب كرة قدم أمريكية أمريكي، ولد في 3 يناير 1920 في شيكاغو في الولايات المتحدة، وتوفي في 20 مايو 1980.